# Обсерваторная улица (Киев)
Обсервато́рная у́лица (укр. Обсервато́рна ву́лиця) — улица в Шевченковском районе города Киева, местность Кудрявец. Пролегает  от улицы Сечевых Стрельцов до Бульварно-Кудрявской улицы.

## История
Во времена Киевской Руси эта местность была частью торгово-ремесленного посада Копырев конец. Согласно летописи она была частью щекавицких холмов, поэтому некоторые историки допускают, что летописная Щекавица — тот самый холм, на котором стоит обсерватория и якобы именно здесь в 912 году был похоронен Киевский князь Олег.
Интенсивное заселение Лукьяновки, Кудрявца и, в частности, Обсерваторной улицы началось в 1845 году после катастрофического ливня на Подоле. В 1930-х годах на Обсерваторной улице был построен ряд зданий в стиле конструктивизма (№№ 9, 23).

## Происхождение названия
Улица получила своё название в середине XIX века, в честь обсерватории Киевского университета, которую строили в 1841—1845 годах. Сначала называлась Обсерваторным переулком.

## Важные учреждения
Обсерваторная, 3 — Астрономическая обсерватория Киевского национального университета им. Т. Шевченко.
На Обсерваторной улице находилась Спасо-Преображенская единоверная церковь XIX века, разрушенная в 1930-х годах.

## Известные люди, связанные с Обсерваторной улицей
В здании № 6 жили писатели Ванда Василевская и А. Е. Корнейчук. В здании № 9 проживал академик АН УССР Д. А. Граве, а в № 16 — астроном М. П. Диченко.